# رویتام ام ترونفال
رویتام ام ترونفال (به آلمانی: Roitham am Traunfall) یک منطقهٔ مسکونی در اتریش است که در ناحیه گموندن واقع شده‌است. رویتام ام ترونفال ۲۱٫۱ کیلومتر مربع مساحت دارد ۴۲۴ متر بالاتر از سطح دریا واقع شده‌است.